# Станимир Јаћимовић
Станимир Јаћимовић (?−?) био је драгачевски каменорезац из села Пухово. Један је од последњих мајстора који су ручно клесали камен. Активан половином 20. века.
Добар мајстор-занатлија. Споменике израђивао широм доњег Драгачева, Самаили код Краљева и селима између планине Јелице и Западне Мораве.
У надгробнике и крајпуташе од пуховског пешчара, урезивао крстове и хришћанске симболе и лозу са голубовима који зобљу грожђе. Преминулим занатлијама приказивао је оруђа за рад и производе, земљоделцима и домаћицама алате и предмете који одређују њихов иметак и друштвени положај.

## Епитафи
Крајпуташ Александру Тричковићу (†1915) (Марковица)
Овај спомен
нашег доброг брата пок.
АЛЕКСАНДРА ТРИЧКОВИЋА
родом из Прокупља
Сре[з] Прокупачки
Округ топлички
Бившег војника I чете
2 Батаљона 2 пук кадровачки.
Поживио 21. год.
Учествовао у рату 14 и 15. г.
са Швабама немцима и бугарима
борећи се за своју добру отаџбину
и слава му.
Спомен му подиже брат Бошко
писо Станимир јаћимовић
Споменик Вилиману Миливојевићу (†1951) (Дучаловићи, Пауновића гробље)
Под овим спомеником почива тело
часног и поштеног грђанина
пок[ојног] и никад не прежаљеног
ВИЛИМАНА Миливојевића
земљорадника из Дучаловића
Поживи 80 год.
а испусти своју душу
15 јула 1951. год.
Бог да му душу прости.
Овај спомен подигоше
његови унуци Славко Светомир
снахе Милена и Радмила
праунуци Радован Зоран
и Миломирка и Зорка.
Писа: Станимир јаћимовић
из Пухова.